# Pothyne interrupta
Pothyne interrupta là một loài bọ cánh cứng trong họ Cerambycidae.